# 奇襲戦隊
『奇襲戦隊』（きしゅうせんたい、フランス語: Un homme de trop）は1967年のフランス・イタリア合作のアクション・ドラマ映画である。監督はコスタ＝ガヴラス。この映画は第5回モスクワ国際映画祭に出品された。

## キャスト
※括弧内は日本語吹替（初回放送1973年7月29日『日曜洋画劇場』）
- 男: ミシェル・ピコリ（小山田宗徳）
- パスビン: シャルル・ヴァネル（槐柳二）
- カザル: ブリュノ・クレメール
- ジャン: ジャン＝クロード・ブリアリ（羽佐間道夫）
- トーマ: ジェラール・ブラン
- グローベック: クロード・ブラッスール
- カーク: ジャック・ペラン
- ムージョン: フランソワ・ペリエ（加茂嘉久）
- 民兵: ピエール・クレマンティ
- トップアート: フィリップ・フォルケ